# Iostephane
Iostephane, biljni rod iz porodice glavočika (Compositae) smješten u podtribus Helianthinae, dio tribusa Heliantheae.
Postoje 4 priznate vrste, zeljaste trajnice, sve su meksički endemi.

## Vrste
1. Iostephane heterophylla Benth.
2. Iostephane madrensis (S.Watson) Strother
3. Iostephane papposa J.J.Fay
4. Iostephane trilobata Hemsl.

## Sinonimi
- Pionocarpus S.F.Blake; Proc. Amer. Acad. Arts 51: 521 (1916)